# Ladislas d'Oświęcim
Ladislas d'Oświęcim (en polonais Władysław Oświęcimski), de la dynastie des Piasts, est né vers 1278 et est mort entre 1321 et 1324. Il a été le duc d'Oświęcim à partir de 1314/1315.

## Biographie
Ladislas d'Oświęcim est le fils aîné du duc Mieszko de Cieszyn. On ignore sa date de naissance. Encore du vivant de son père, Ladislas épouse Euphrosyne (née vers. 1292 – morte le 26 décembre 1328/1329). 
Ladislas entre dans l'histoire en 1290 quand son père en fait son collaborateur. Lorsque son père décède (en 1314 ou en 1315), pour des raisons qui nous sont inconnues, Ladislas hérite de la plus petite partie du duché paternel de Cieszyn, avec Oświęcim comme capitale. C'est le début d'un conflit politique avec son frère cadet Casimir qui a reçu la plus grande partie de l'héritage. Ladislas d'Oświęcim devient l'allié de Ladislas le Bref, qui deviendra roi de Pologne en 1320. Ladislas d'Oświęcim est décédé entre le 15 décembre 1321 et 14 mai 1324. Il est inhumé dans l'église des Dominicains d'Oświęcim.

## Union et postérité
Vers 1304, Ladislas d'Oświęcim avait épousé Euphrosyne, une fille de Boleslas II de Mazovie. dont deux enfants:
1. Jean Ier le Scolastique (né vers 1308/10 – mort le 29 septembre 1372).
2. Anne d'Oświęcim (morte le 19 septembre 1354), épouse de Tamás Szécsényi, főispán d'Arad, Bács et Szerém.